# Aerodeslizador

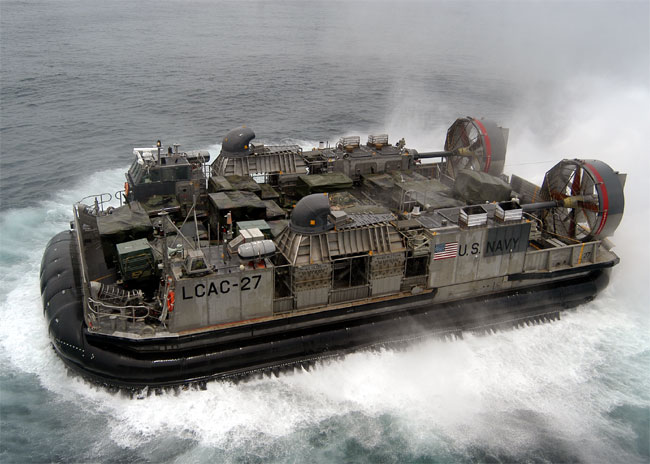
Un LCAC o aerodeslizador de transporte de la Armada estadounidense.

Un aerodeslizador, también designado con el término inglés hovercraft, es un vehículo que se desliza al lanzar un chorro de aire contra una superficie que se encuentra debajo de él, lo cual genera un colchón de aire o cojín de aire, que le permite, en principio, moverse sobre cualquier superficie horizontal lo suficientemente regular, como llanuras, sobre el agua, la nieve, la arena o el hielo, sin estar propiamente en contacto con ella. Algunos pueden desplazarse a velocidades superiores a los 150 km/h.

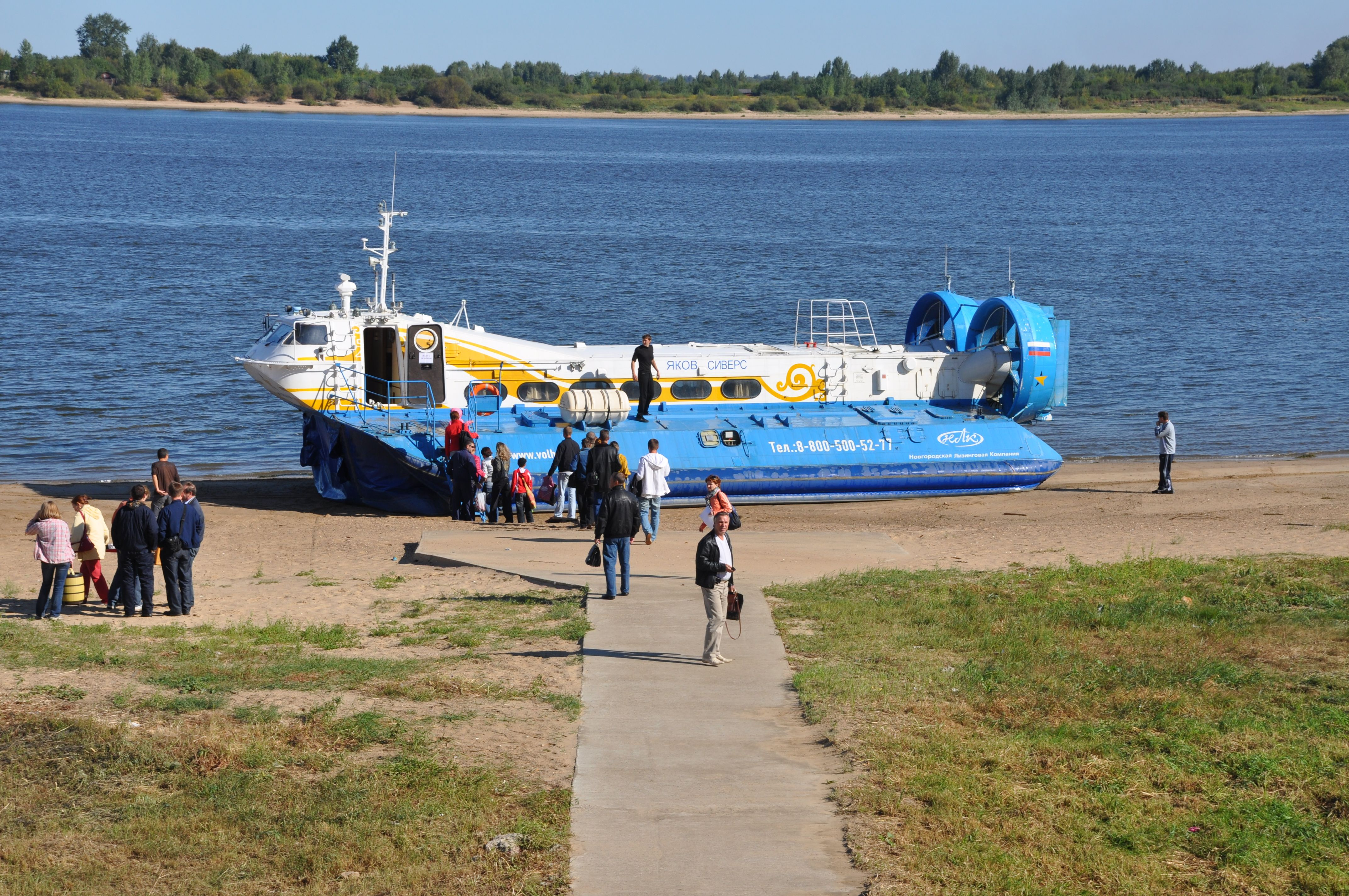
Aerodeslizador A48

## Características

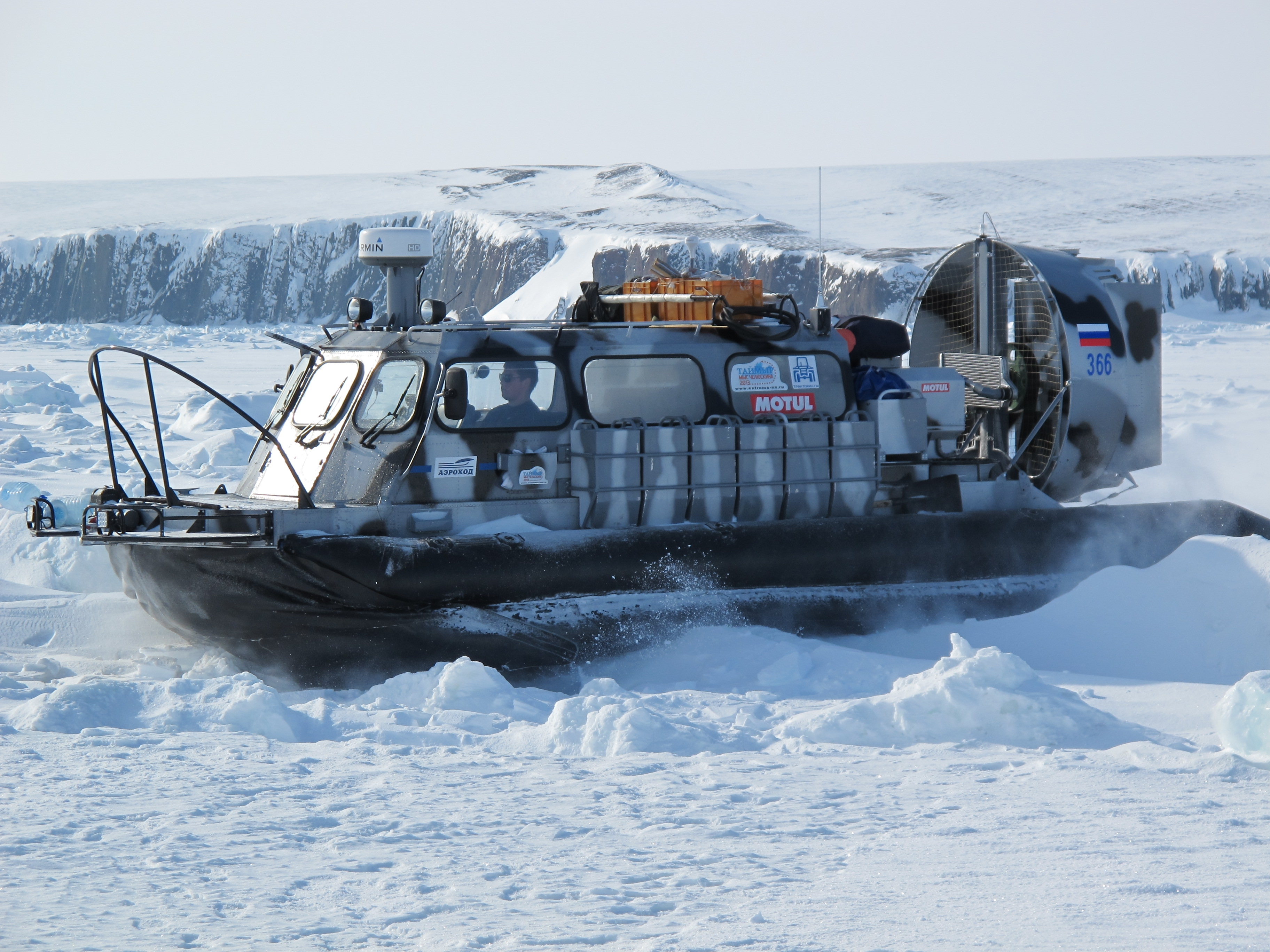
Aerodeslizador Hivus-10.

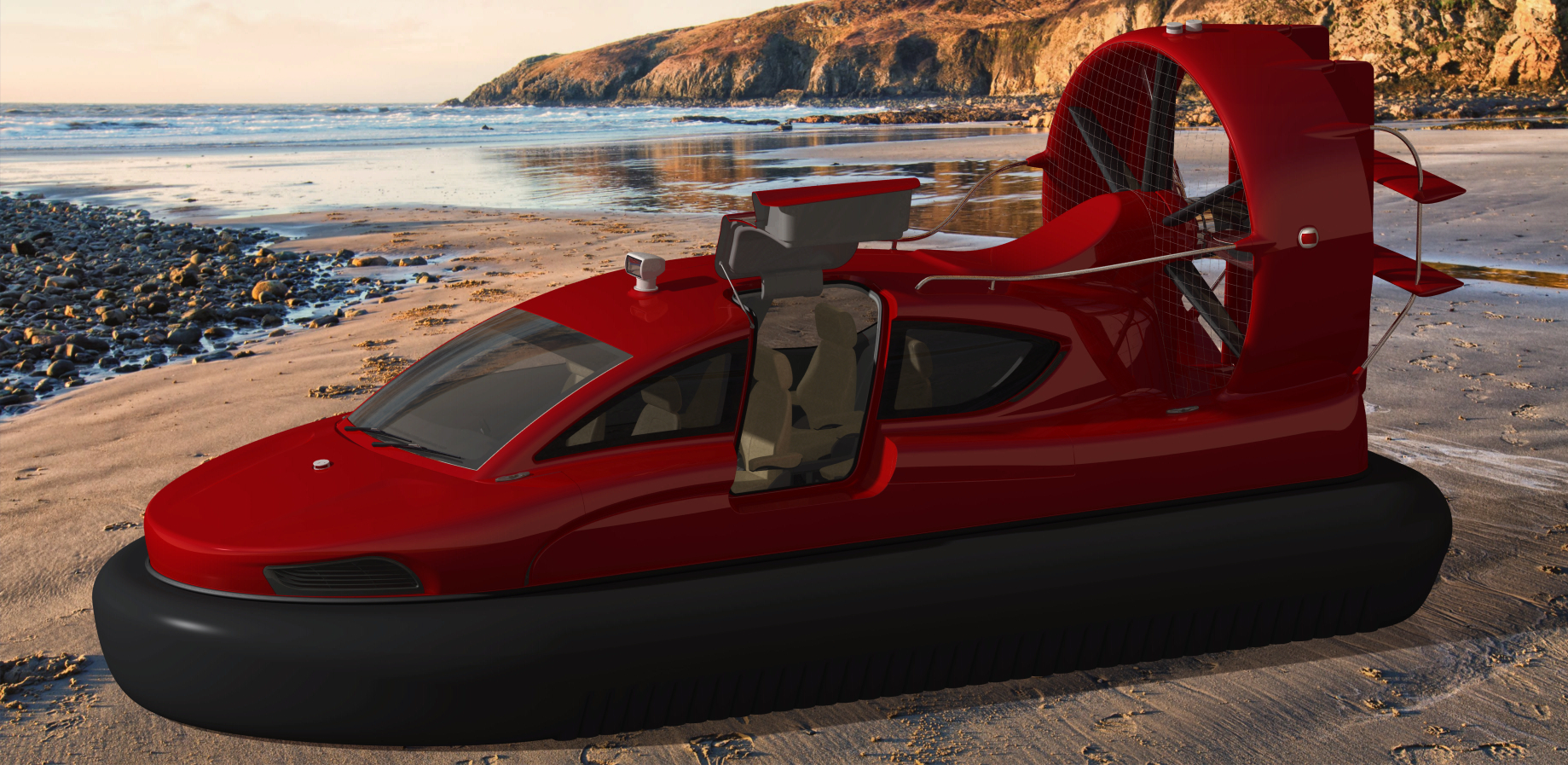
Moderno aerodeslizador «Marshal»

El aerodeslizador no se clasifica como una aeronave, puesto que un aerodino por definición es aquel que puede sustentarse por la reacción del aire sobre sí mismo «sin que esta acción del aire sea sobre la superficie de la tierra». El aerodeslizador, justamente, se sustenta por la reacción que se produce debido a la acción directa de una fuerza creada por el chorro de aire eyectado contra una superficie, generando una reacción hacia arriba, la cual es lo suficientemente fuerte como para separar al aerodeslizador de la superficie en cuestión.
Generalmente, los aerodeslizadores tienen dos o más motores separados (aunque algunos, como el SR-N6, tienen tan solo un motor con la caja de cambios dividida). Uno de los motores mueve la o las hélices responsables de levantar el vehículo al impeler aire por debajo de la nave; y uno o más motores adicionales se usan para dar movimiento al vehículo en la dirección deseada.
- Aire: Entre la superficie y el aerodeslizador se crea un colchón de aire por expulsión de aire a presión. Gracias a esto, el vehículo puede pasar por encima de cualquier obstáculo. Este colchón de aire soporta el peso y actúa de amortiguador.
- Presión: El principal fundamento teórico es la diferencia de presiones. Es necesario que la fuerza de suspensión del aerodeslizador sea lo suficientemente grande para vencer la presión atmosférica.
- Propulsión: Para el movimiento transversal los aerodeslizadores cuentan con un sistema de propulsión que crea un empuje y es lo que hace que el vehículo se mueva.

Los aerodeslizadores se pueden dividir en dos grandes grupos: Aerodeslizadores de colchón de aire (ACV) y los Aerodeslizadores de paredes en los costados o buques efecto superficie(SES).

### Colchón de aire
Los ACV se suspenden totalmente gracias a su colchón de aire, a través de un sistema de falda flexible alrededor de su perímetro. Este vehículo posee características anfibias, ya que se puede desplazar tanto sobre agua como sobre tierra. Cuentan con casco de poco calado. El colchón de aire se genera, en este tipo de vehículos, a partir de ventiladores, los cuales varían según el diseño.
El colchón de aire se alimenta a través de un ventilador que introduce el aire, haciéndolo pasar a través de una falda de bordes flexibles y haciéndolo salir de esta a través de huecos o ranuras. El aerodeslizador se sostiene sobre una cavidad de aire a alta presión, mantenido por un chorro de aire periférico que produce un anillo de aire de alta presión circundando el aire de baja presión que se mantiene en el centro.

### Buques efecto superficie
El aerodeslizador tipo SES se trata de un catamarán, con cascos de bajo desplazamiento y estructuras flexibles a proa y popa. Este tipo de vehículo reemplaza la falda flexible por un sello en la proa y la popa usando paredes laterales. El aire a presión es retenido entre ambos cascos laterales, lo que eleva la embarcación reduciendo la resistencia a través del agua. Comparado con los aerodeslizadores de colchón de aire la potencia puede verse reducida significativamente debido a la ausencia de vías de aire en los costados.
Cuando el colchón de aire está en uso, permanece en el agua una pequeña porción de los cascos gemelos. El SES tiene ventajas sobre un aerodeslizador de colchón de aire en alta mar: es más resistente al deslizamiento lateral y puede usar chorros de agua para la propulsión.

## Historia
El primer registro de un vehículo que pudiese ser llamado aerodeslizador pertenece a Emanuel Swedenborg, un filósofo y teólogo sueco. En 1716, ideó una plataforma a colchón de aire de propulsión humana que se asemejaba a un bote volcado con una cabina en el centro y palas en forma de remos y operadas manualmente, las cuales empujarían el aire hacia abajo del vehículo. Este diseño nunca fue llevado a la realidad, debido a que la simple fuerza humana no podría haber generado suficiente empuje vertical.
A mediados de la década de 1880, el ingeniero británico Sir John Thornycroft construyó una serie de prototipos para pruebas de efecto suelo, basándose en la idea de usar aire entre el casco de un bote y el agua para reducir la resistencia. Aunque registró varias patentes relacionadas con el concepto de cascos lubricados con aire en 1877, no se les hallaron aplicaciones prácticas.
Se hicieron varios intentos más a lo largo de los años para reducir el arrastre en las embarcaciones mediante aire, hasta que en 1952 el inventor británico Christopher Cockerell propuso una solución práctica para un vehículo de este tipo. Sus aportaciones a la ingeniería le valieron el título de caballero en 1969. Por medio de sencillos experimentos con un motor de aspiradora y dos latas cilíndricas, Cockerell demostró el principio operativo de un vehículo suspendido sobre un colchón de aire expulsado a presión, que hace posible que este se mueva sobre diversas superficies. Su mejora más significativa fue el desarrollo de un sistema periférico a chorro para mantener el colchón de aire bajo el vehículo. Este colchón de aire sustentante le permitiría tanto operar sobre superficies lodosas y acuosas como sobre terreno firme.
El fabricante de aeronaves británico Saunders Roe fue el primero en desarrollar un aerodeslizador capaz de transportar una persona, el SR-N1, que fue sometido a varios programas de pruebas desde 1959 hasta 1961 (con la primera demostración pública en 1959). Estas pruebas incluyeron el cruce del Canal de la Mancha, que fue realizado el 25 de julio de 1959, en tan sólo dos horas; conducido por el Capitán Peter Lamb, el ingeniero John B. Chaplin y su inventor, el ingeniero (posteriormente Sir) Christopher Cockerell, como «contrapeso de proa». Así, se descubrió que la sustentación del bote fue mejorada al añadir un «faldón» de contención hecha de goma o de tela flexible bajo el casco, con el propósito de contener el aire bajo el mismo y crear un efecto de «levitación».
El SR-N1 estaba dotado de un motor de pistones, accionando una serie de hélices entubadas, lo cual creaba un flujo de sustentación directo sobre la superficie; era propulsado por medio de aire expulsado hacia atrás y podía cargar poco más que su propio peso y el de dos personas, factor que frenó el éxito comercial del proyecto.
El primer aerodeslizador de pasajeros verdadero fue el Vickers VA-3, el cual transportaba pasajeros regularmente a lo largo de la costa septentrional del país de Gales, entre Wallasey y Rhy, durante el verano de 1961. Se sostenía mediante dos motores turbopropulsores, avanzaba mediante hélices y era conducido mediante un timón.
En China en 1957 el Harbin Shipbuilding Engineering Institute (HSEI) logró su primer prototipo. El HSEI abandonó la investigación pero en 1963 el Marine Design & Research Institute of China (MARIC) tomó el testigo y en 1965 creó su primero modelo, el 711-I, que fue mejorado hasta crear el modelo 711-III. las pruebas aconsejaron adoptar un Surface Effect Ship (SES) para poder ser capaz de crear un modelo capaz de transportar entre 70 y 80 pasajeros. Desde entonces China construyó diferentes modelos de para transporte de pasajeros en rios.
Durante la década de 1960, Saunders Roe desarrolló varios diseños más grandes para pasajeros, entre ellos el SR-N2, desarrollado también por Cockerell, quien añadió tubos inflables, hélices aeronáuticas sobre asas móviles y un sistema de ventilas cilíndricas al casco para mejorar la sustentación. El SR-N2 operaba a través del Solent en 1962. Más tarde, se desarrolló el SR-N6, a través del mismo canal, entre Southsea y Ryde en la Isla de Wight a partir del 24 de julio de 1965, llevando tan sólo 38 pasajeros. Hoy esta ruta es cubierta por dos modelos AP1-88, más modernos, con 98 asientos cada uno; más de 20 millones de pasajeros han usado este servicio hasta 2004.
Así como Saunders Roe y Vickers (que en 1966 se fusionaron para formar la British Hovercraft Corporation), otros modelos comerciales fueron desarrollados durante los años 60 en el Reino Unido por Cushioncraft (parte del grupo Britten-Norman), Hovermarine (estos últimos usaban «paredes» laterales, proyectando ambos lados del casco hacia abajo, dentro del agua, para atrapar el cojín de aire entre los lados), Lockheed Aeronáutica.
A finales de la década de 1960 e inicios de la de 1970, el ingeniero francés Jean Bertin desarrolló un tren aerodeslizador que llamó Aérotrain. Su prototipo I-80 estableció el récord mundial de velocidad para un vehículo de cojín de aire sobre tierra firme, con una velocidad promedio de 417,6 km/h y una máxima de 430 km/h.
En 1970, prestaban servicio los mayores aerodeslizadores ingleses, el modelo SR-N4 clase Mountbatten, que contaban, cada uno, con cuatro motores Rolls-Royce Proteus; daban servicio regular sobre el canal de la Mancha, desde Dover o Ramsgate hasta Calais. El servicio fue interrumpido en el año 2000, después de años de competir con los tradicionales transbordadores, catamaranes y el Eurotúnel; entre las causas se cuentan el alto costo del mantenimiento y del combustible, y la falta de patrocinio estatal, que en ese tiempo se destinaba a las grandes flotas en Europa.
El éxito comercial de los aerodeslizadores fue frenado por las rápidas alzas en los precios del combustible a finales de la década de 1960 y en la década de 1970 que desencadenó el conflicto en Oriente Medio; por la introducción de naves alternativas, como los catamaranes perforadores de olas (comercializados como Seacat en Gran Bretaña), que usan menos combustible y pueden hacer casi todo lo que hace un aerodeslizador sobre el agua. Aunque en otros lugares del mundo se siguió desarrollando la tecnología de los aerodeslizadores para propósitos tanto militares como civiles (tanto la Unión Soviética como los Estados Unidos desarrollaron sus propios vehículos Hovergiant, capaces de transportar armamento, soldados y equipo militar bajo cualquier condición meteorológica y sobre cualquier terreno de batalla), los aerodeslizadores prácticamente desaparecieron de las costas británicas, su lugar de nacimiento, hasta ser reintroducidos como botes salvavidas por la Real Institución Nacional de Botes Salvavidas.
En los últimos años, con el desarrollo del kevlar y otros polímeros, se han construido otros medios de transporte de funcionamiento similar con técnicas de construcción innovadoras y bajos costes de operación, como las hidroalas, los catamaranes, los trimaranes y los hidroaviones, tan grandes como un avión Jumbo, los cuales hacen uso del efecto suelo.

## Aerodeslizadores civiles
En 1962 Vickers fabricó el primer aerodeslizador destinado al uso comercial, el Vickers VA-3. El verano de 1961 comenzaba el primer servicio comercial de transporte de pasajeros regular a lo largo de la costa septentrional entre Wallasey y Rhy. En Julio de 1965 se desarrolló el SR-N6, que atravesaba el Solent de forma regular llevando alrededor de 38 pasajeros
El Hovercraft SR.N4 operó en el Canal de la Mancha entre 1968 y 2000, capaz de transportar hasta 60 coches y 418 pasajeros. El Princess Anne y su antecesor, el Princess Margaret, cruzaron el estrecho entre Inglaterra y Francia de forma constante entre los años 60 y 90. En total seis naves recorrieron el canal en ambas direcciones en cientos de miles de ocasiones, transportando cifras superiores a 400 pasajeros en cada trayecto. El 14 de septiembre de 1995, el Princess Anne cruzó el Canal de la Mancha en tan solo 22 minutos, dejando un récord que aún permanece sin ser superado, incluso por el tren Eurostar. Fueron sustituidos en el año 2000 por catamaranes y ferries tradicionales que hacen el trayecto más lento pero de forma menos ruidosa y con más comodidad para los viajeros.
En Francia Jean Bertin creó Bertin et Ci. Esta compañía no solo se dedicó al aerotrén sino que en 1965 constituyó SEDAM (Société d'Etude et de Développement des Aéroglisseurs Marins) en Marignane, con una fábrica cerca de Bayona. SEDAM creó el N300, un aerodeslizador de 30 toneladas. Dos prototipos se construyeron, uno configurado para carga y otro para pasajeros. Los aerodeslizadores crearon un servicio de lanzadera entre el aeropuerto de Niza, Cannes, Saint-Tropez, Mónaco y San Remo in Italy. SEDAM produjo el N102, más pequeño. Entre 1971 y 1975, uno de los N300 se dedicó a una ruta en el estuario del Garona, uniendo Blaye y Lamarque (a veces también Pauillac y en ocasiones Burdeos). SEDAM creó un modelo más grande, el N500, capaz de llevar 400 pasajeros, 55 coches and 5 autobuses. En 1977 un accidente destruyó uno de los prototipos y el otro operó en el canal del la Mancha brevemente junto a los SR.N4.
Los aerodeslizadores también encontraron territorio fértil en Japón. La empresa MES (Mitsui Engineering & Shipbuilding
Co. Ltd) fabricó algunos modelos, sobresaliendo entre ellos el MV-PP10. Japón retiró los aerodeslizadores de sus rutas entre las islas de su archipiélago poco después del año 2000.
Los aerodeslizadores encontraron durante mucho años realizando enlaces rápidos entre aeropuertos y ciudades. Diversas líneas operaron en Estados Unidos, Gran Bretaña, Nueva Zelanda o Japón. Así una línea operó entre los aeropuertos de San Francisco y Oakland. Nueva York se planteó el suyo entre Wall Street y La Guardia. Los problemas de rentabilidad y ruido acabaron con prácticamente todas las líneas.
Hoy en día solo quedan aerodeslizadores en la pequeña ruta que cruza por el estrecho de Solent, menos de 10 kilómetros entre Portsmouth y la isla de Wight. En 2010 se empezó a operar uno para cruzar el rio Heilongjiang, que marca la frontera entre Rusia y China. Los aerodeslizadores comerciales han dejado los pasajeros para ser utilizados como herramientas de trabajo en lagos, ríos, pantanos y mares. Así se emplean como vehículos de investigación geológica y acuática (sondeos sísmicos, geológicos, hidrográficos y de contaminación). También son utilizadas por la industria petrolera para transportar trabajadores y equipo en áreas imposibles para cualquier otro modo de transporte. Para las exploraciones petroleras se han construido cientos de plataformas de colchón de aire, para sostener torres en zonas pantanosas.
Aunque sin demasiado éxito los aerodeslizadores comerciales operaron en España. En las Islas Canarias la compañía Fred Olsen incorporó un modelo con capacidad para 38 pasajeros, que llegó a Tenerife en 1967. Al año siguiente otros dos aerodeslizadores llegaron a Las Palmas, pero ninguno llegó a circular regularmente. Solo se realizaron unos cuantos viajes de prueba. A finales de la década de los 80, la línea marítima Ceuta-Málaga vio la breve la utilización de un aerodeslizador.

## Aerodeslizadores militares

### China
China es junto a Reino Unido uno de los primeros países en investigar en aerodeslizadores. Desde la década de 1960 China ha fabricado varios modelos de aerodeslizadores. Entre 1963 y 1967 tres prototipos de la clase Songling fueron construidos, sirviendo en pruebas y evaluaciones. El 708 Instituto de Investigación creó en esos años el Tipo 711 y el Tipo 716. La experiencia fue exitosa, aunque hubo que esperar casi 10 años a que diera frutos.

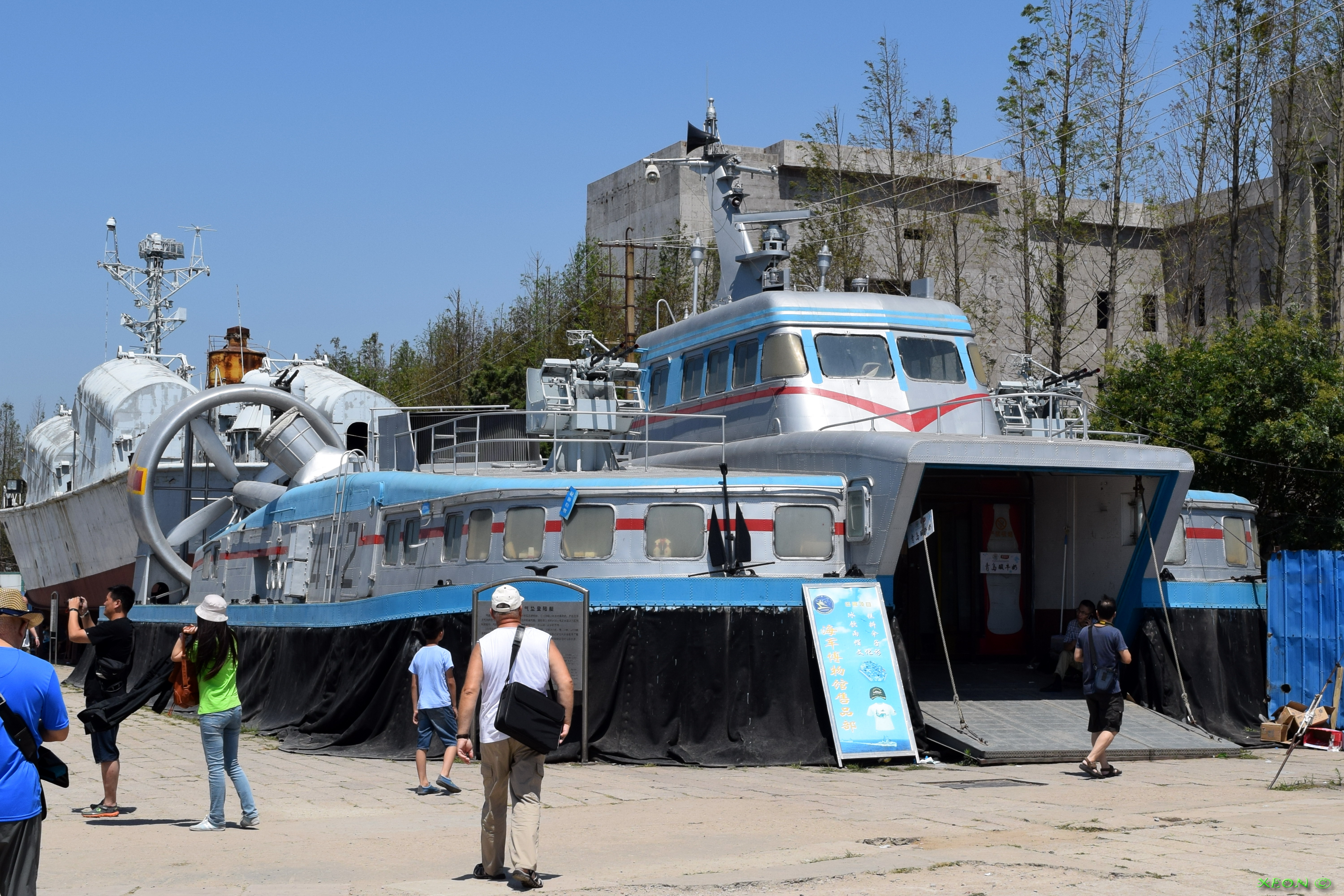
Aerodeslizador clase Jinsha-II. Entró en servicio en 1989.

El primer aerodeslizador en ser empleado fue el proyecto Tipo 722 Jinsha II o clase Dayu, que se fabricó en la década de 1980 y parece aún están en servicio. El pequeño Tipo 724 (Clase Pay-I) ha sido durante años el único aerodeslizador militar realmente operativo. Se cree que unos 20-30 fueron fabricados a partir de 1994 y a pesar de su pequeño tamaño han servido a China para ganar experiencia con operaciones anfibias con aerodeslizadores.. El más moderno Tipo 726 Yuyi se diseñó para operar desde buques LPD como el Tipo 071Yuzhao y el nuevo LPH Tipo 075, cuyo dique albergará cuatro. La clase Yuyi parece ser similar en capacidad al LCAC americano, aunque un poco más grande. En 2007 China dio a conocer públicamente sus aerodeslizadores Type 726, desconociéndose el numero exacto de unidades en servicio. Dado que cada unos de los tres buques LPH Tipo 075 se estima llevará dos aerodeslizadores Tipo 726A y cada uno de los ocho buques LPD Tipo 071 llevarán cuatro Tipo 726A el numero no debería ser inferior a 40.
Cuatro aerodeslizadores clase Zubr han sido comprados por la marina china. Su gran tamaño les hace vulnerables pero con su autonomía de 500 kilómetros con carga completa son teóricamente adecuados para operaciones anfibias contra Taiwán y el cinturón de islas disputadas con Japón, Vietnam, Indonesia y Filipinas sin tener que recurrir a buques LST, LPD o LPH. Ucrania entregó los tres primeros (proyecto 958 Bizon) y Rusia el cuarto ya que el astillero fabricante está situado en Crimea. Según algunas fuentes el contrato inicial con Ucrania habría incluido la fabricación en China de al menos dos aerodeslizadores, documentación técnica completa y asistencia de especialistas ucranianos. Se da por seguro que China fabricará su copia y desarrollará la tecnología adaptándola a sus necesidades. Por lo tanto al menos seis Zubr estarán en servicio en China.

### Colombia
Colombia debe hacer frente a la guerrilla, narcotraficantes y controlar los ríos de la selva amazónica. El control de los ríos colombianos es responsabilidad de la Armada. La Armada Nacional de Colombia (ARC) siguió el ejemplo de Perú y compró el aerodeslizador Griffon 2000TD para crear cuatro nuevos elementos de combate fluvial anfibios, asignando dos hovercraft a cada uno. Estos grupos patrullan los ríos de poco calado y zonas que no son accesibles a embarcaciones de mayor desplazamiento. Los aerodeslizadores colombianos han sido equipados con blindaje e instalaciones para armas.
La Infantería de Marina de Colombia opera los aerodeslizadores como parte de sus Elementos de Combate Fluvial. Cada Elemento de Combate Fluvial de la Infantería de Marina Colombiana consta de un bote de mando y tres botes tácticos. Con los aerodeslizadores se ha seguido una organización distinta.
La Armada Nacional lleva años trabajando en el desarrollo doméstico de un hovercraft. La experiencia que se adquiera y la transferencia de conocimientos debería permitir fortalecer ese proyecto.

### Corea del Norte
Corea del Norte dispone de una Flota muy amplia de embarcaciones pequeñas y de corto radio de acción, ideal para las misiones de las fuerzas especiales. Las fuerzas especiales representan alrededor del 15% del total de las fuerzas armadas, siendo un pilar esencial en la estrategia militar.
La Marina Popular de Corea se estima que dispone de unos 130 Hovercrafts de las clases Kong Bang II y III, repartidos entre las flotas Oriental y Occidental. Se cree que se empezó a trabajar en ellos en 1987, basándose en el diseño de los SR.N6 británicos. En la costa Oeste se ha construido en los últimos años bases que pueden albergar unos 70 aerodeslizadores. Se cree que cada escuadrón de asalto anfibio cuenta con 16-18 aerodeslizadores. Se cree que cuatro escuadrones se han asignado a la Costa Oeste.
La Marina Popular también ha apostado por buques efecto superficie (SES) para contar con buques de ataque rápidos. Corea del Norte ha creado la clase Nongo, cuyo diseño busca minimizar la firma radar. Los Nongo pequeños pero rápidos buques armados con copias del misil antibuque Kh-35E, un cañón de 57 mm o 76 mm y otro antiaéreo de 30 mm. Además, Corea del Norte ha creado otras dos clases de buques efecto superficie, bautizados en occidente como Tipo A y Tipo B. Se sospecha que Corea del Norte ha vendido su tecnología en aerodeslizadores a Irán.
Clase Nongo

### Corea del Sur

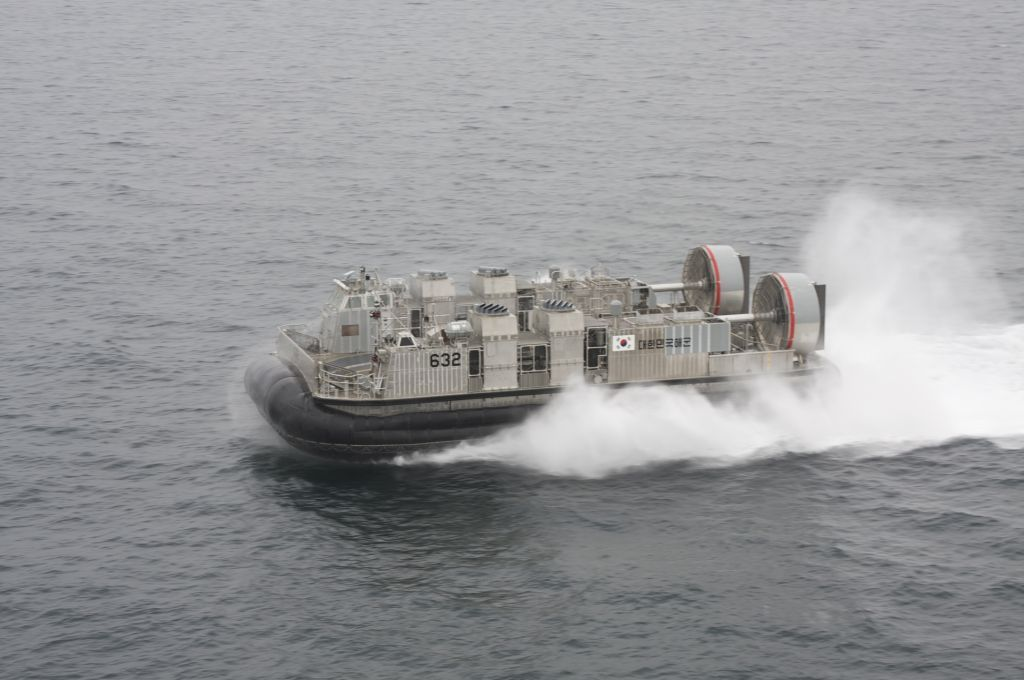
Aerodeslizador clase Solgae

Cuando la Armada de Corea del Sur encargó sus buques de asalto anfibio LPH clase Dokdo solicitó que pudieran operar al menos dos aerodeslizadores LSF-II. En 2003 se compraron tres aerodeslizadores clase Tsaplya (Proyecto 12061) en Rusia y posteriormente Corea creó su propia clase Solgae (también llamados Landing Ship Fast - II). Los Solgae son parecidos a los LCAC americanos, pudiendo transportar una carga máxima de 55 toneladas y están armados con cañones de 20 mm o ametralladoras de 12,7 mm para autodefensa. Ocho han sido ya encargados y es probable que se encarguen más.

### España
En 1977 la Armada y la Empresa murciana Chaconsa comenzaron a trabajar en el proyecto nacional de aerodeslizador de 30 Tm. En 1975, Chaconsa había creado el VCA-1, vehículo experimental para análisis de laboratorio y diseño conceptual, al que siguió en 1976 el VCA-2. Fruto del proyecto con la Armada se creó el prototipo VCA3 y años después el VCA-36, propulsado por 2 turbinas Lycoming de 2500 CV que en pruebas logró una velocidad máxima de 60 nudos. Tras varios años de trabajo en 1989 el VCA-36 se entregó oficialmente a la Armada. Los problemas de control detectados en las pruebas hicieron que se perdiera el interés por parte de los militares, metidos de lleno en grandes recortes presupuestarios. El proyecto se abandonó y el prototipo fue desguazado en 1994. Aunque no hubo requerimientos específicos por parte de la Armada, que lo enfocaba solo como un proyecto de investigación, el VCA-36 se acercó a los mínimos de capacidad de transporte apuntados por la Armada.

### Estados Unidos

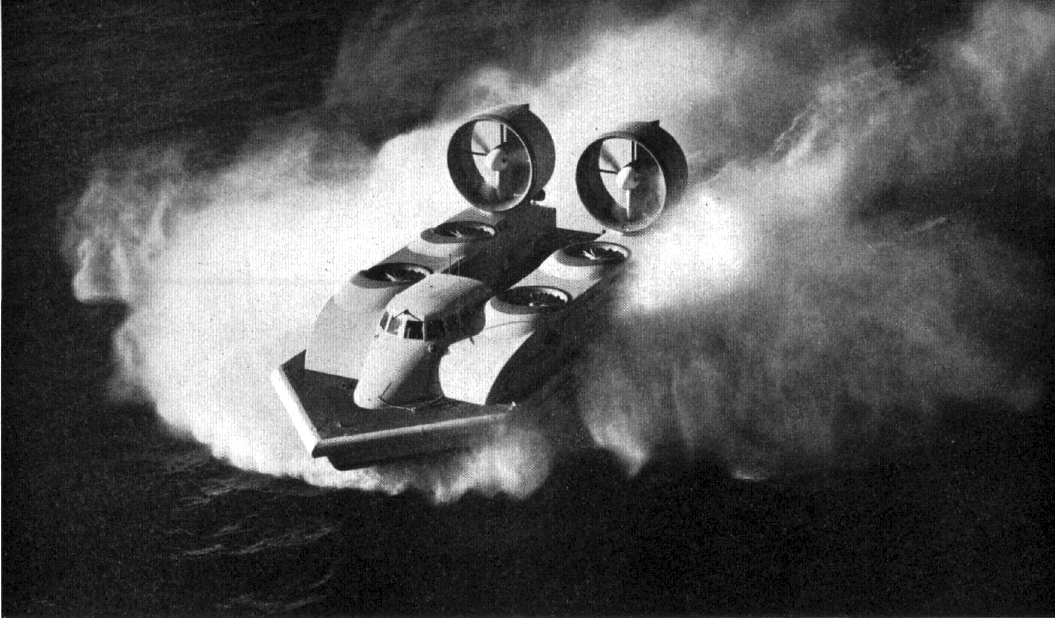
El Bell SKMR-1 Hydroskimmer en sus pruebas en el lago Erie en 1963.

En la década de 1950 la Marina y la Infantería de Marina de Estados Unidos llegaron a la conclusión que eran necesarios cambios en las tácticas de guerra anfibia para hacer frente a las nuevas armas. Para ser menos vulnerable la flota tendría que operar más dispersa y lejos de la costa, moviéndose más rápido y atacando desde mayor distancia. La adopción del helicóptero y el interés en el aerodeslizador eran consecuencias lógicas de este nuevo enfoque. Ya en 1957 Ford presentó un prototipo de aerodeslizador al ejército y en 1963 Bell presentó el SKMR-1 a la Armada.

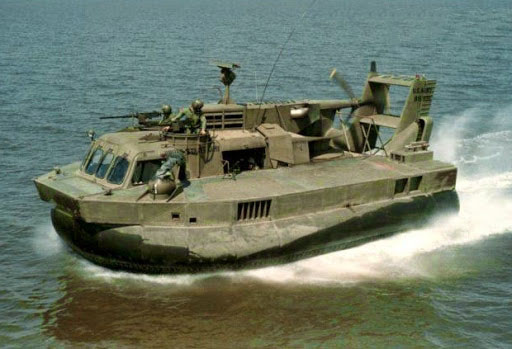
ACV/PACV del US Army en Vietnam.

La Marina norteamericana en 1966 probó en Vietnam tres PACV (Patrol Air Cushion Vehicles), que operaron en la zona pantanosa del Mekong. Eran en realidad SR.N5 británicos, modificados en Estados Unidos y denominados SK-5. El ejército también compró otros tres para probarlos en Vietnam y los denominó ACV (Air Cushion Vehicle). A pesar de su alta velocidad y capacidad para superar cualquier obstáculo, su alto coste y mantenimiento complicado hicieron que no se sustituyeran cuando acabó su vida operativo. La Marina transfirió los aerodeslizadores al Servicio de Guardacostas.

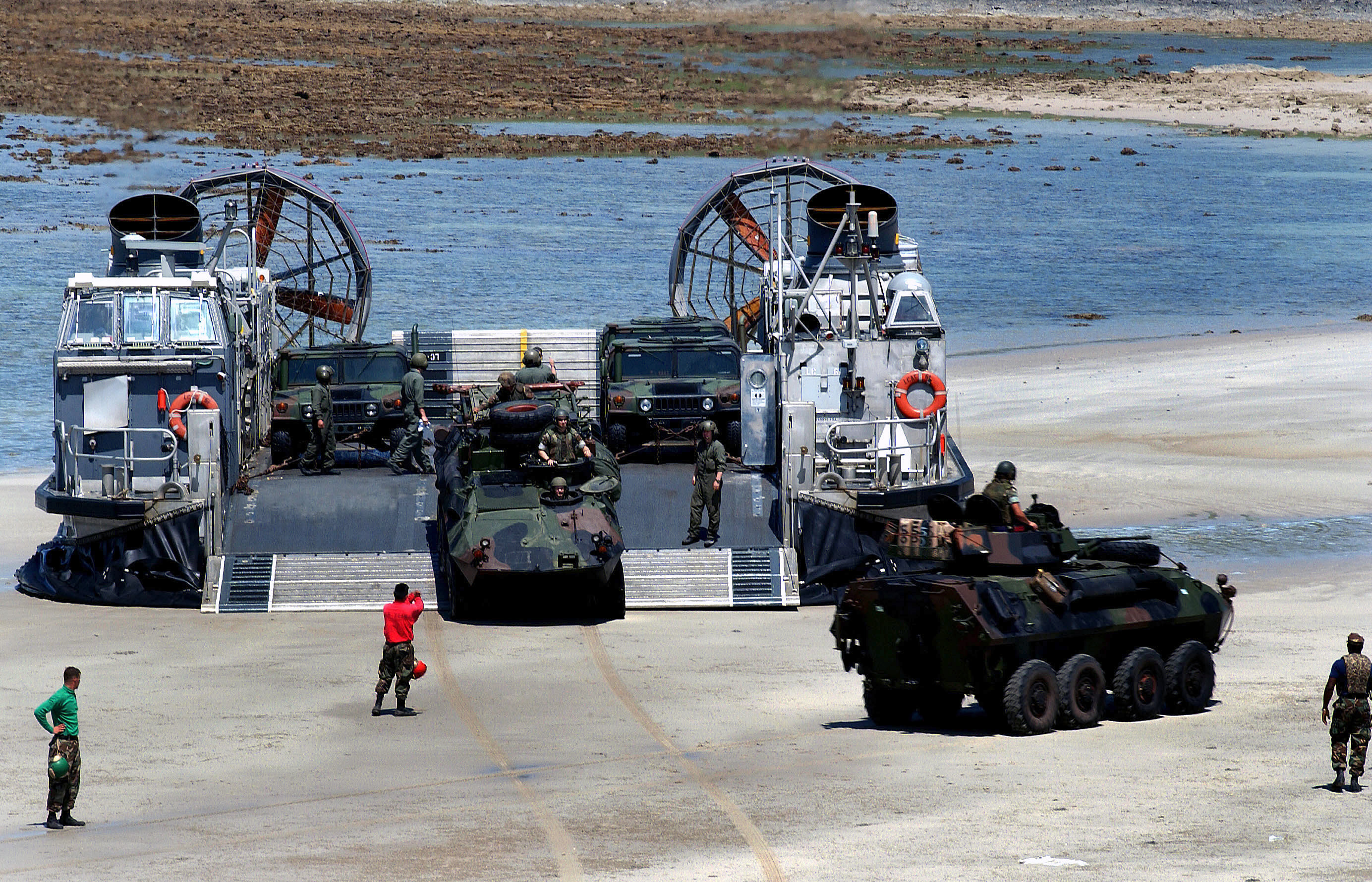
Un LCAC descarga vehículos durante unas maniobras en Tailandia.

Tras la guerra de Vietnam, Estados Unidos siguió investigando las aplicaciones que podían tener los aerodeslizadores militares, colaborando muchas veces con Gran Bretaña. El ejército compró dos docenas de aerodeslizadores LACV-30 que operó entre 1983 y 1994 e investigó el diseño PACK (Pontoon Air Cushion Kit) para complementar a sus puentes de pontones. La Marina abrió un concurso para explorar las posibilidades del aerodeslizador para operaciones anfibias, compitiendo los prototipos JEFF A y JEFF B. Bell Aerospace ganó el concurso y los Marines recibieron a partir de 1984 91 aerodeslizadores LCAC (Landing Craft Air Cushion) que operaron desde los buques anfibios. Japón compraría también 6 LCAC años más tarde. Los LCAC eran casi cuatro veces más rápidos que las lanchas de desembarco y podían acceder a sitios inaccesibles a estas. Los LCAC han demostraron su valía en operaciones anfibias y en misiones de ayuda humanitaria en todo el mundo. En 1991 la US Navy destinó 44 LCAC a las operaciones para liberar Kuwait, la fuerza más grande hasta la fecha en ser desplegada en combate. Los Marines también han aprendido que el LCAC tiene sus puntos débiles: mantenimiento caro, indiscreción por el alto nivel de ruido y vulnerabilidad ante defensas fuertes.
Actualmente para reemplazar a los LCAC se está incorporando el aerodeslizador Ship to Shore Connector (SSC), que incluye varias mejoras respecto al LCAC. Se planea comprar 72 de estas naves, también llamadas LCAC-100. Además se sigue investigando en un hibrido aerodeslizador-anfibio aun mayor, llamado Conector Anfibio de Carga Ultra Pesada (UHAC), que pueda llevar una carga útil de 200 toneladas a una velocidad de 20 nudos (37 km/h).

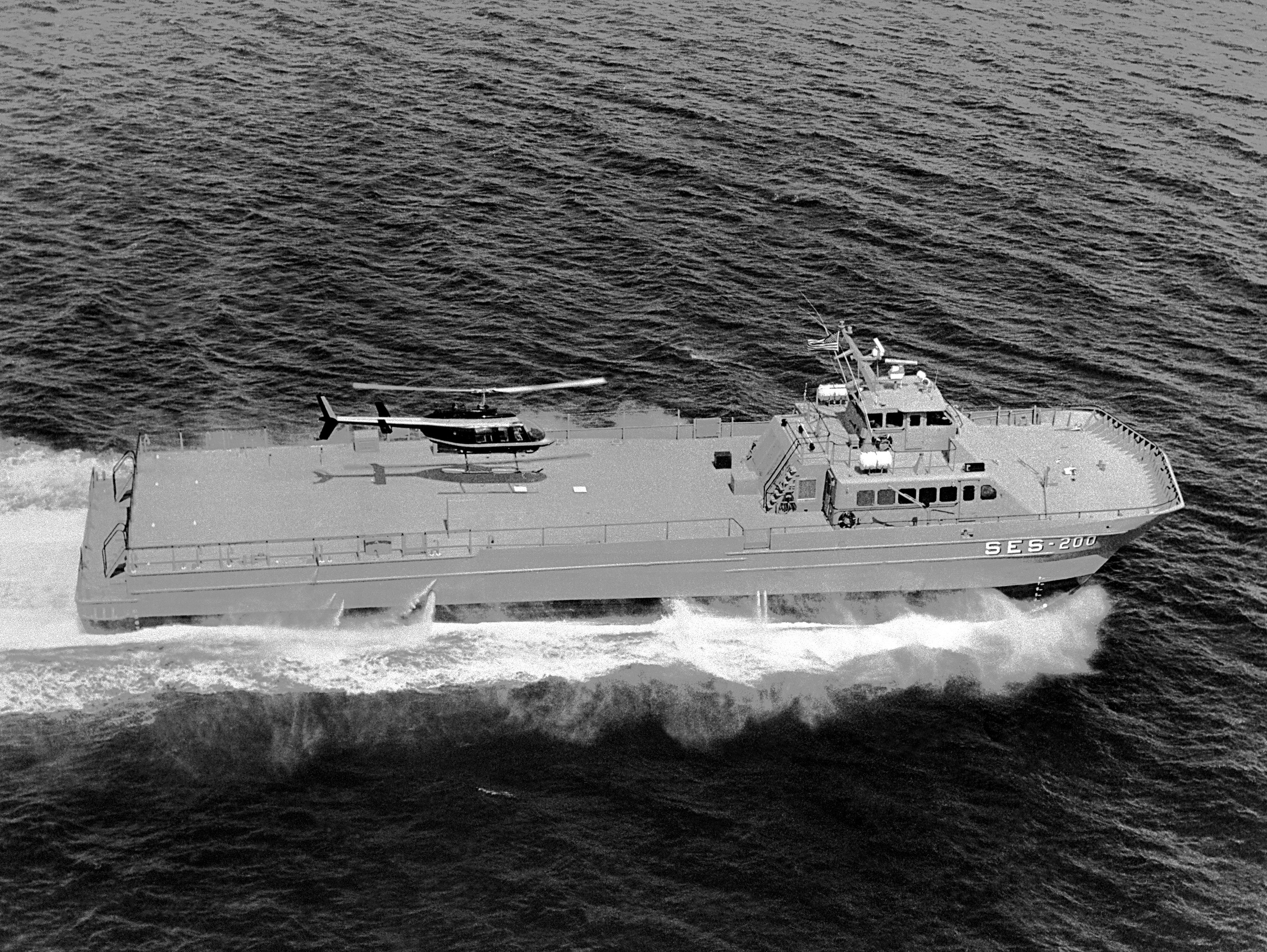
Demostrador SES-200

La marina de EE.UU. también investigó durante años los buques de efecto superficie. En 1963 el prototipo XR-1 se creó para estudiar el concepto y su propulsión. Rohr Industries siguió haciendo pruebas con el XR-1 con el objetivo de proponer a la marina un buque de 3000 toneladas (denominado LSES-3000), que pudiera emplear misiles, armas antisubmarinas y embarcar helicópteros o incluso aviones AV-8. El proyecto siguió adelante hasta ser cancelado en 1980. Bell Aerospace construyó los prototipos SES-100A y SES-100B como demostrador tecnológico para la US Navy. Sin embargo lo que se buscaba era un buque rápido que pudiera entrar en zonas de combate a velocidades de hasta 80 nudos (150 km/h) para desembarcar un tanque o una compañía de soldados. Este requerimiento era una vía muerta para el SES, sin embargo llevó al LCAC. En 1984 se encargó a Textron Marine Systems el demostrador SES-200, proyecto que pasaría al Servicio de Guardacostas que acabaría incorporando tres buques. Sin embargo no se fue más allá.

### Reino Unido
Los británicos crearon la Interservice Hovercraft Trials Unit (IHTU), para estudiar todas las posibles aplicaciones militares de los aerodeslizadores (antisubmarino, minado y eliminación de minas, patrulla contra botes rápidos, operaciones anfibias, limpieza de explosivos, etc.). Todos los aerodeslizadores británicos fueron probados y evaluados por la unidad. Parte de esta investigación implicaba la promoción del Hovercraft entre posibles clientes de todo el mundo, con demostraciones y experimentos. Se realizaron evaluaciones conjuntas con los ejércitos de Alemania, Suecia y Dinamarca. El aerodeslizador BH.7, denominado clase Winchester, prestó servicio gracias a este esfuerzo en las fuerzas armadas del Reino Unido, Egipto, Irán, Iraq y Arabia Saudí. Entre 1962 y 1982 el Vosper Thorneycroft VT2 estuvo en servicio con la Royal Navy. Durante sus años en activo la unidad incorporó un SR.N3 (1963), tres SR.N5 (1964), cinco SRN.6 (1964), un BH.7 (1969) y un VT.2 (1971). En los SR.N6 se probaron distintos tipos de barcaza, incluida una de carga abierta similar a las de lanchas de desembarco.
Los ingleses destinaron un par de SN.R5 a Singapur en 1964. Allí no solo aprovecharon para ser probados en la selva en Tailandia sino que también pasaron por Borneo para participar en la lucha contra Indonesia. Los dos aerodeslizadores fueron destinados en 1965 a Tawau para patrullar ríos y pantanos así como dar apoyo logístico a los Royal Marines. Parte de este apoyo logístico era servir de enlace entre el HMS Albion y los puestos de los Royal Marines. Este sería el primer empleo en combate de un aerodeslizador y, debido a esto, Estados Unidos se decidió a probar el SR.N5 en Vietnam.
El SN.R6 fue también probado por los militares. En varias ocasiones se destacó un aerodeslizador a las islas Malvinas, donde se probó sus utilidad militar en el difícil terreno de las islas. En el Reino Unido se hicieron diversas pruebas acerca de su utilidad en la guerra de minas y como nave de ataque rápido. En 1979 un par de SR.N6 (XV615 y XV617) fueron enviados a Hong Kong a bordo del RFA Bacchus para reforzar la lucha contra la inmigración ilegal. El destacamento estuvo basado en la isla de Stonecutters hasta 1982. El XV617 quedó dañado en 1982 al chocar contra unas rocas y el XV615 recibió daños al ser cargado en el barco de vuelta al Reino Unido, siendo ambos desguazados.
El aerodeslizador VT.2 fue el de mayor tamaño que evaluaron los militares, siendo una conversión del diseño civil VT.1. Vosper cedió a la Royal Navy el prototipo VT.2-001, que además de guerra de minas también evaluó sus capacidades de apoyo logístico. Finalmente en 1982 se disolvió la NHTU. La guerra con Argentina que se luchó ese mismo año no vería el empleo de ningún aerodeslizador.
Actualmente los Royal Marines operan cuatro aerodeslizadores. En la invasión de Irak en 2003, los emplearon en combate. Posteriormente, los emplearon para patrullar en Irak las zonas pantanosas de la frontera con Irán.

### Grecia
Grecia compró en 2001 cuatro aerodeslizadores clase Zubr para operaciones anfibias en el mar Egeo y mar Jónico. Grecia descubrió que los costes de mantenimiento eran mayores de los esperado y dos fueron retirados temporalmente.
- Cefalonia (L180): Comprado de segunda mano a la Armada Rusa (Numero serie 717 en Rusia) y actualizado.[107]
- Ítaca (L181). Comenzado en 1992 y terminado en Ucrania.[108]
- Zakynthos (L183). Construido en Rusia. Retirado en 2010.[109]
- Corfú (L182). Construido en Rusia.[110]

### Irán

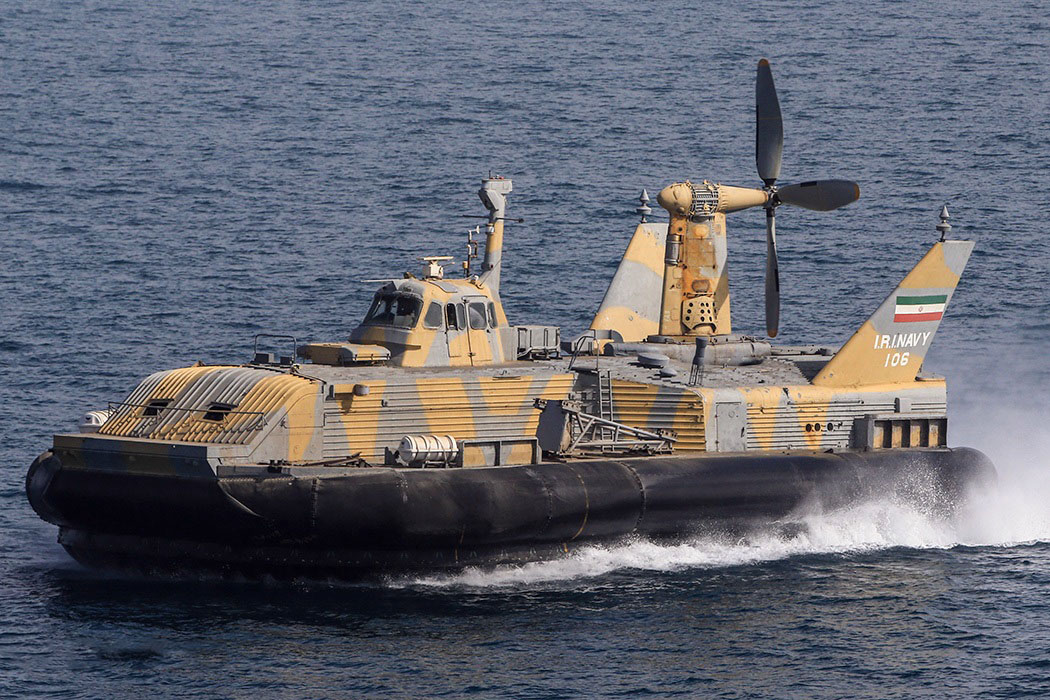
Aerodeslizador BH.7 de la Armada iraní.

Dadas las extensas zonas pantanosas en la frontera con Iraq y las condiciones del Golfo Pérsico la Marina Imperial Iraní compró dos BH.7 Mk.4 y cuatro BH.7 Mk.5A. Estos se unieron a los ocho SR.N6 Mk.2 y SR.N6 Mk.3 comprados anteriormente. La fuerza de aerodeslizadores era de las más importantes del mundo y fue basada en la isla de Kharg. El 30 de noviembre de 1971 gracias a los aerodeslizadores Irán se apropió de las islas situadas en el estrecho de Ormuz (Tumb Menor, Tumb Mayor y Abu Musa) que estaban bajo soberanía de los Emiratos Árabes Unidos.

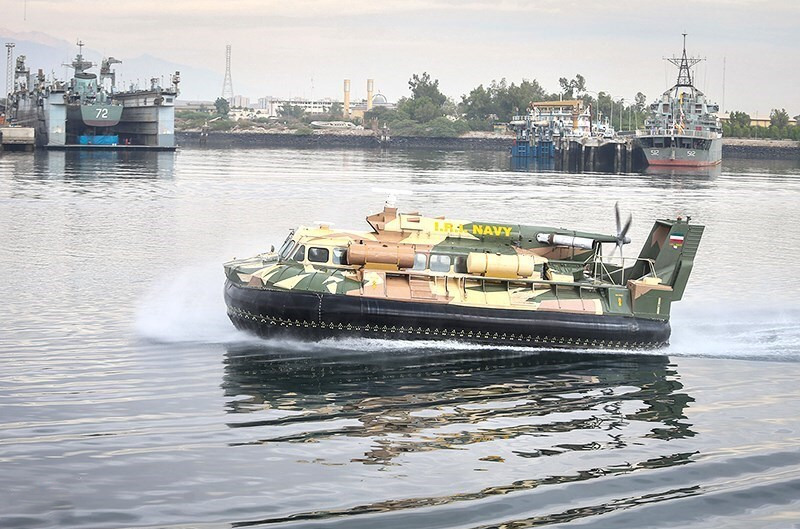
SN.R5 iraní.

A pesar del embargo, Irán fue capaz de mantenerlos en servicio y de crear su propia copia con los años. No se conoce mucho acerca del empleo de los aerodeslizadores en la guerra con Iraq, aunque hay informes acerca de su empleo en operaciones de comando. Cuando en marzo de 1982 Irán lanzó su gran ofensiva empleó sus aerodeslizadores para transportar tropas a la retaguardia iraquí, a través del Shatt el-arab. Durante la guerra de los petroleros los aerodeslizadores tuvieron algunos roces con buques de Estados Unidos.

### Noruega
En 1996 la Armada Real Noruega comenzó a estudiar un sustituto para las lanchas de ataque clase Storm y, tras la experiencia en buques de efecto superficie (SES) ganada con sus cazaminas clase Oksoy, decidió utilizar el mismo concepto. Noruega decidió apostar por el aerodeslizador, en concreto por buques SES, para incorporar la clase Skjold. Estos buques de 250 toneladas son los más rápidos entre los buque de combate en servicio en el mundo actualmente. Especializados en guerra costera los Skjold son buques de guerra que se ajustan a las necesidades de Noruega: 60 nudos de velocidad máxima, fuertemente armados y diseñados para reducir al máximo su rastro en el radar. Además el uso de colchón de aire proporciona menor exposición a las minas navales.
La Marina de Estados Unidos solicitó en 2001 el préstamo durante 12 meses de un buque clase Skjold para estudiarlo de cara a mejorar el diseño de sus buques LCS y de las patrulleras de la Guardia Costera.

### Perú

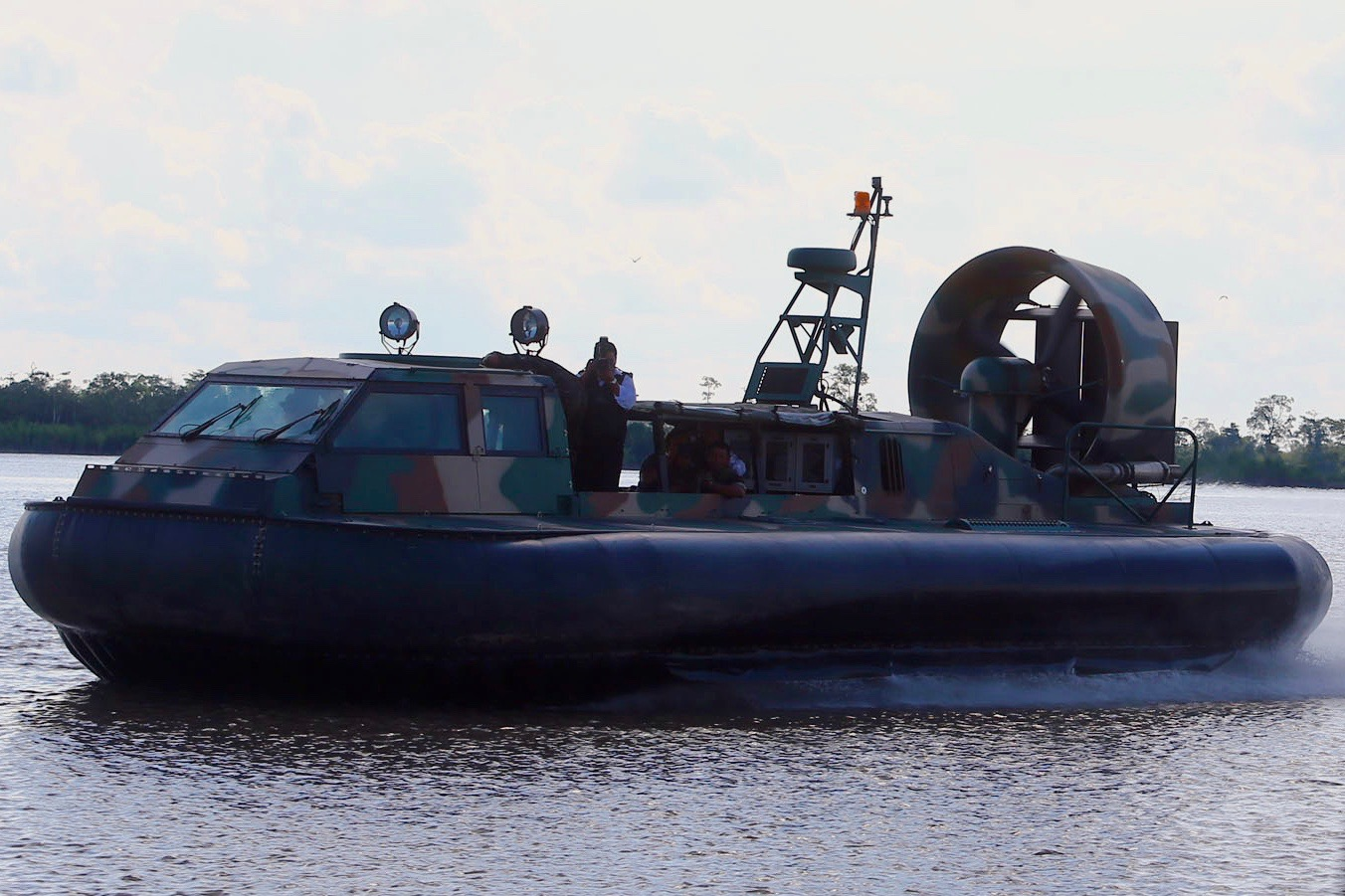
Aerodeslizador de la marina peruana

La Marina de Guerra del Perú decidió adquirir el aerodeslizador Griffon 2000TD para misiones de patrulla en los ríos Apurímac, Mantaro y Ene, donde hay narcotraficantes y terroristas. Las dos primeras llegaron en 2009 y en 2013 se encargaron cinco adicionales. Los aerodeslizadores cuentan con blindaje y ametralladoras Dillon M-134, con seis cañones. Los aerodeslizadores demostraron una gran capacidad operacional, llegando a zonas antes inaccesibles y encajando muy bien con las exigencias geográficas.
En julio de 2015, la guerrilla atacó dos aerodeslizadores, causando 8 muertos y 8 heridos. En abril de 2016, tres aerodeslizadores sufrieron una emboscada cerca de Puerto Margura, perdiéndose uno todos sus ocupantes.

### Rusia

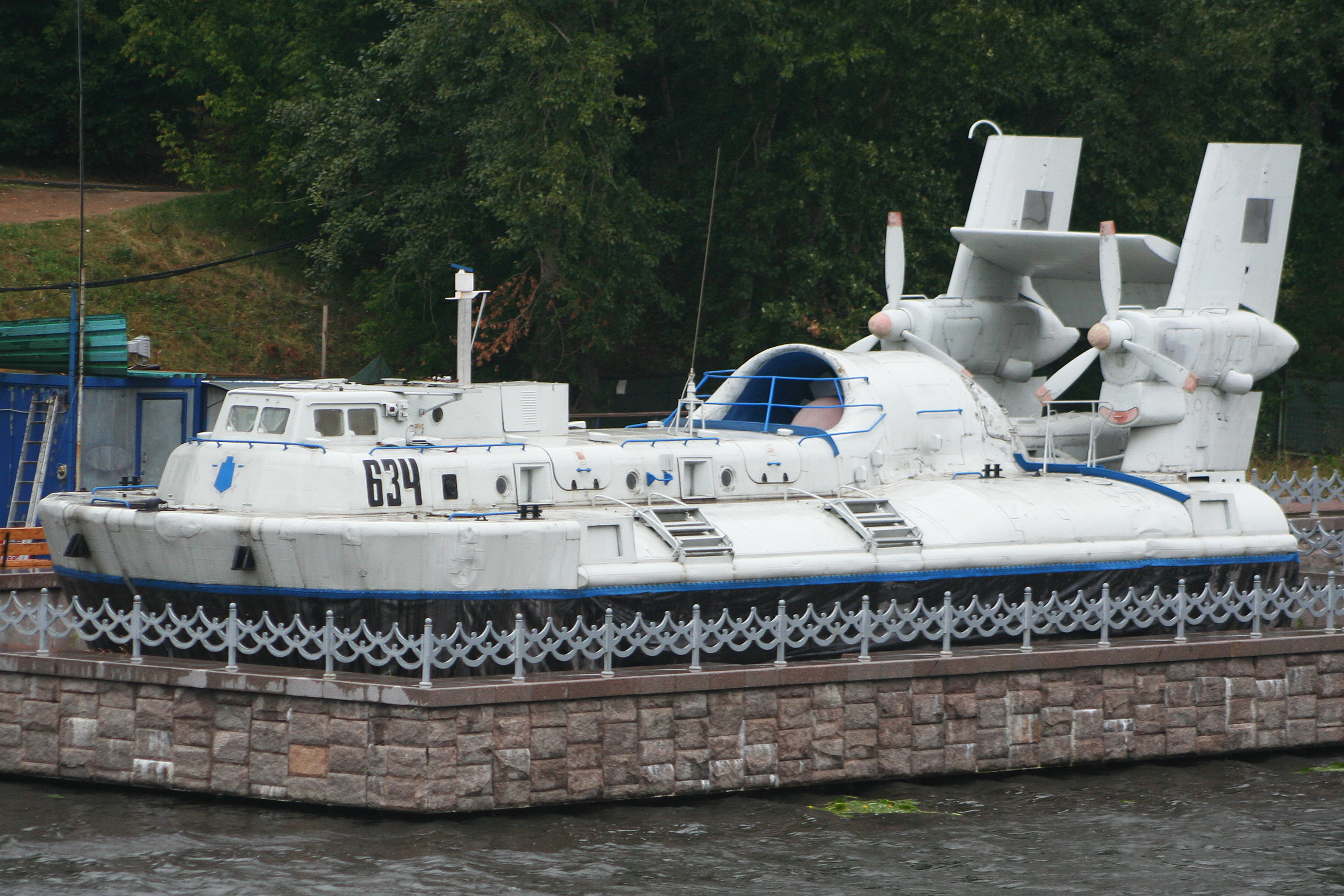
Aerodeslizador Clase Gus.

La Infantería Naval soviética fue pionera en la adopción del aerodeslizador, que empleó de modo extensivo en sus tácticas anfibias. El primer modelo fue la Clase Gus. Unos 33 entraron en servicio en las flotas del Báltico, Mar Negro y Pacifico. Le sucedió la clase Lebed. Los Gus y Lebed se empleaban desde buques anfibios.
En 1972 comenzó la producción de la clase Kalmar (para la OTAN clase Lebed), que continuó hasta 1985 con un total estimado de 20 unidades. Los Lebed eran equivalentes a los LCAC de Estados Unidos, pero entraron en servicio siete años antes.

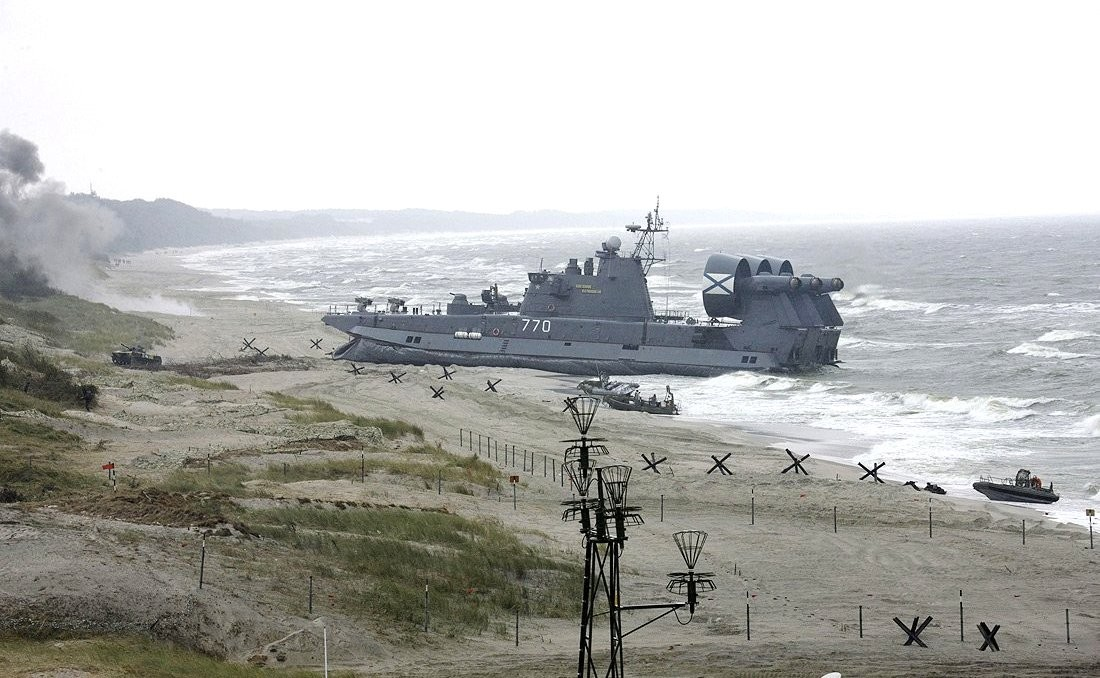
Un aerodeslizador Clase Zubr de maniobras en el Báltico

Dadas las peculiaridades de la Marina soviética se crearon dos clases de grandes aerodeslizadores, la Aist y la Zubr (Proyecto 12322). Estaban diseñadas no para operar desde buques anfibios sino para asalto anfibio en el Báltico, Mar Negro, Noruega y los grandes ríos de Europa Central. Estos aerodeslizadores soviéticos son capaces de transportar tanques gracias a su gran tamaño. Un aerodeslizador Zubr es capaz de recorrer unos 500 kilómetros a alta velocidad para desembarcar 360 soldados, 10 BTR, o tres tanques T-80. Cuentan además con lanzallamas, cañones de 30 mm y sistemas antiaéreos Iglá. A pesar de su gran tamaño los Zubr han sido los aerodeslizadores militares más exportados por Rusia: Grecia (4) y China (4). El Instituto Tecnológico Estatal Bauman ha ganado el concurso para desarrollar el futuro aerodeslizador para la infantería de marina rusa.
El Proyecto 1239, también llamado Clase Bora, consiste en aerodeslizadores lanzamisiles con un desplazamiento de 1000 toneladas y destinados a operaciones costeras en el Mar Negro y Báltico. Solo se construyeron dos, y parece que los resultados reales no fueron los esperados. Actualmente Sirven a la Flota del Mar Negro. Pueden alcanzar 55 nudos y están armados con 8 Misiles 3M-80E Moskit, 20 misiles antiaéreos 1x 9K33M, un cañón de 76 mm y dos de 30 mm.

### Suecia

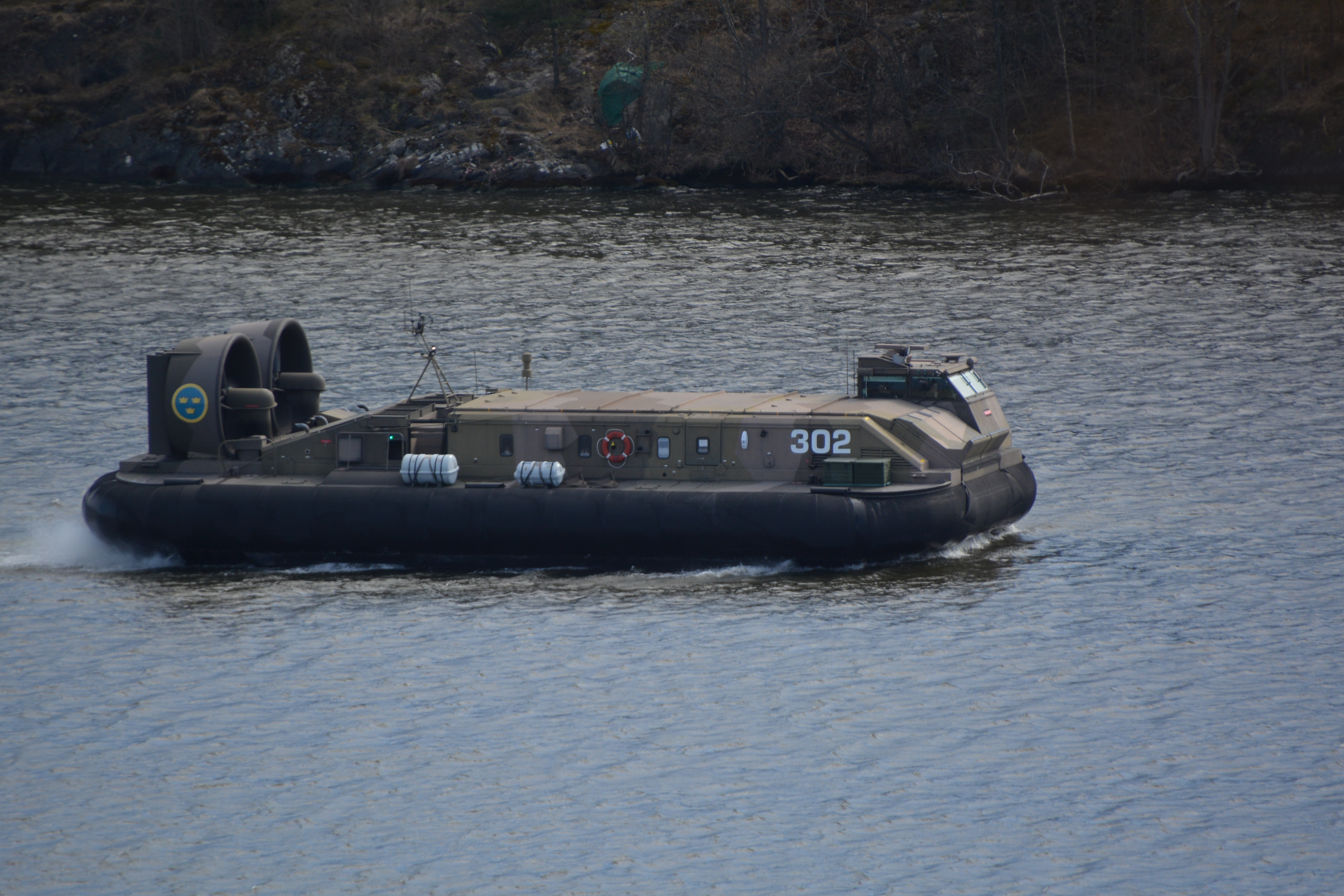
Aerodeslizador sueco Griffon 8100TD

La Marina de Suecia compró tres unidades del aerodeslizador Griffon 8100TD. Al igual que en el resto de países europeos el coste de mantenimiento y vulnerabilidad frente a una defensa fuerte habían hecho que no se adoptaran aerodeslizadores militares, y que por tanto los requerimientos fueran exigentes a la hora de comprarlos. Suecia solicitó un aerodeslizador que se pudiera emplear tanto para logística, soporte a operaciones anfibias o transporte de pasajeros. Por tanto, dependiendo de la misión, la nave elegida debía poder contar con un blindaje ligero, poder transportar un contenedor ISO de 20 pies y contar con una capacidad de carga útil de 12 toneladas. La solución del fabricante fue un diseño modular que permite muchas posibles superestructuras con un mismo casco estándar e instalación de maquinaria a elección del usuario.

## En la actualidad
Actualmente, los aerodeslizadores prestan servicio en todo el globo, tanto para uso civil como militar. Son utilizados como transbordadores sobre ríos y estrechos; como herramientas de trabajo en lagos, ríos, pantanos y mares; como vehículos de auxilio e incluso como vehículos de desembarco de tropas militares. Se emplean oficialmente por dependencias gubernamentales de todo el mundo, como guardias costeras, forestales y de incendios, institutos de geología y ciencias del agua, escuadrones de salvamento, desastres naturales y desinfección.
Hoy en día, existe un número cada vez mayor de compañías especializadas en la fabricación de aerodeslizadores utilizando técnicas de construcción a nivel profesional. También es creciente la cantidad de aerodeslizadores autoconstruidos y del tipo «para armar» con fines mayoritariamente recreativos y competitivos. Así mismo, en lugares como Europa, se organizan carreras y campeonatos, no patrocinados, pero que cuentan con una afición creciente. En estos campeonatos los aerodeslizadores llegan a alcanzar velocidades superiores a los 150 km/h.
Su altísima velocidad, maniobrabilidad, gran capacidad de carga, versatilidad, insensibilidad a la consistencia de la superficie sobre la que se desplaza, invisibilidad al radar y al sonar (en las versiones militares), el hecho de no dejar huellas, unido todo a su bajo costo de mantenimiento,convierten a los aerodeslizadores en un medio de transporte único.